# كورس دو سود (إقليم فرنسي)

خارطة الإقليم

قـُرْشِقَة أو قَرْسَقَة أو كُرْسِكة أو كُرس الجنوبية أو (نقحرة: كورس دو سود) (بالفرنسية: Corse-du-Sud)‏: هو إقليم فرنسي تابع لمنطقة كُرسِكَة . عدد سكانه 162,942 نسمة وفق تعداد عام 2021. الكثافة السكانية في الإقليم 40.59 نسمة لكل كيلومتر مربع. ومركز الإقليم أجَكسيَة.[بحاجة لمصدر]

## معرض صور

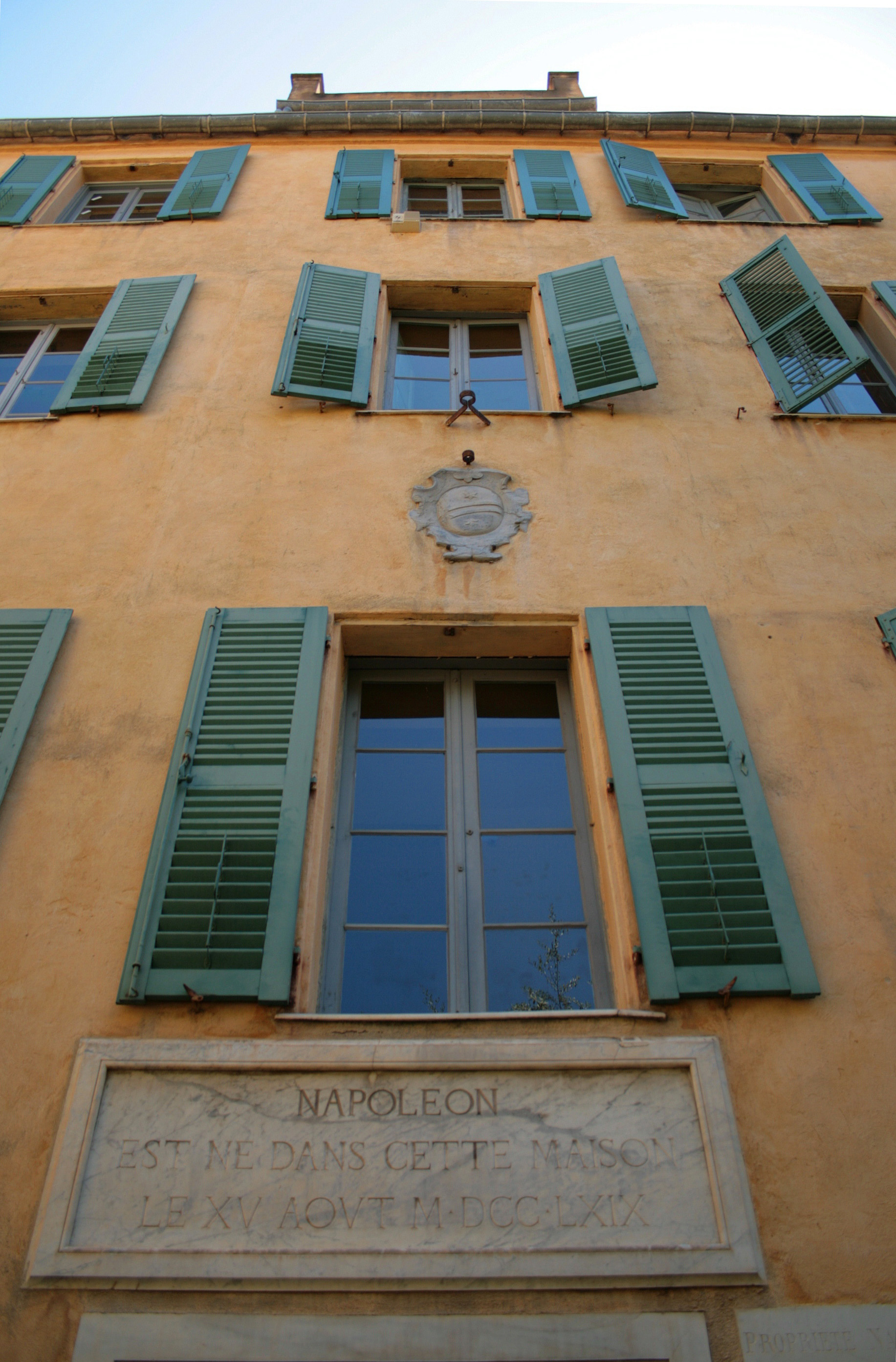
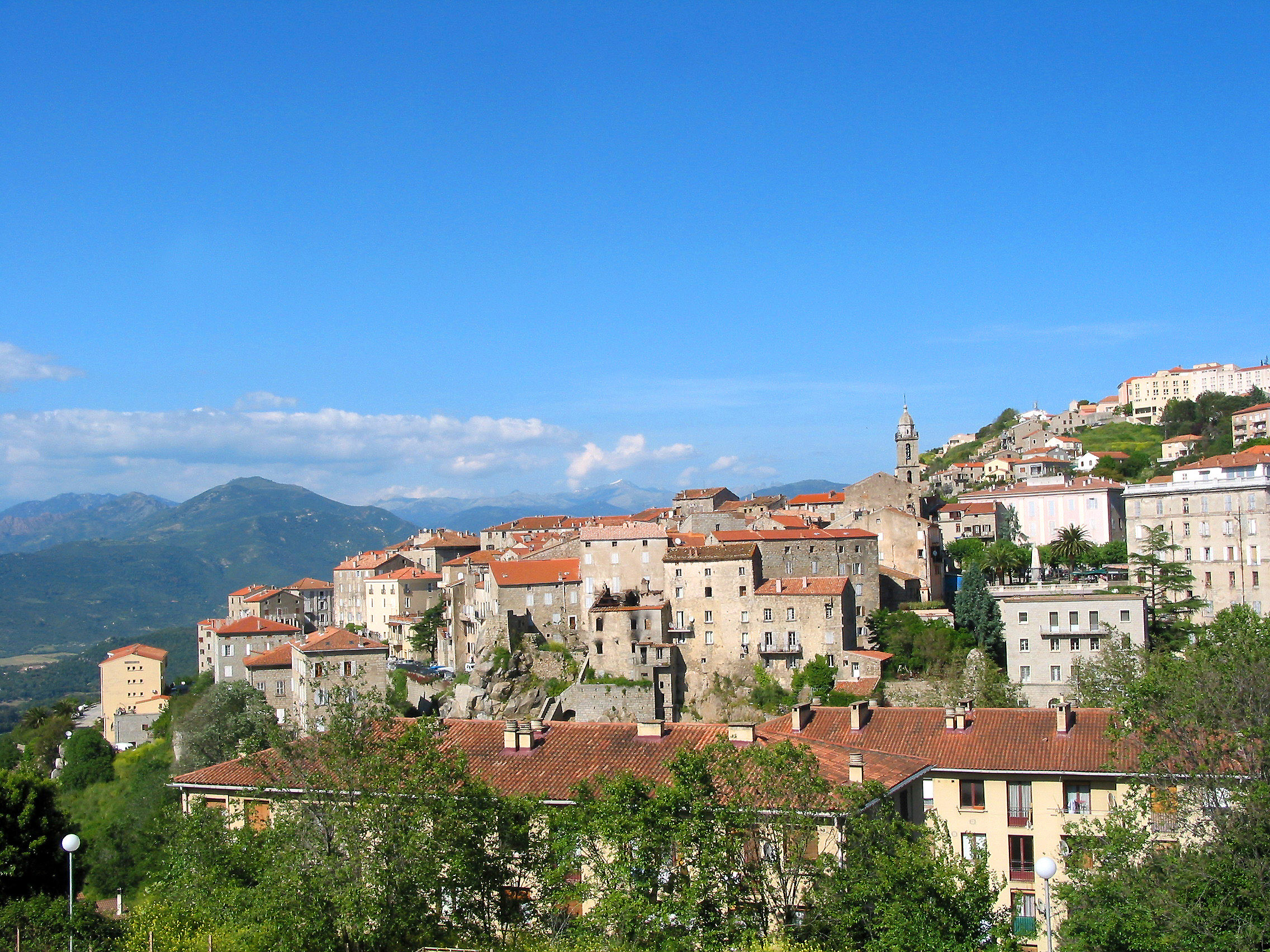
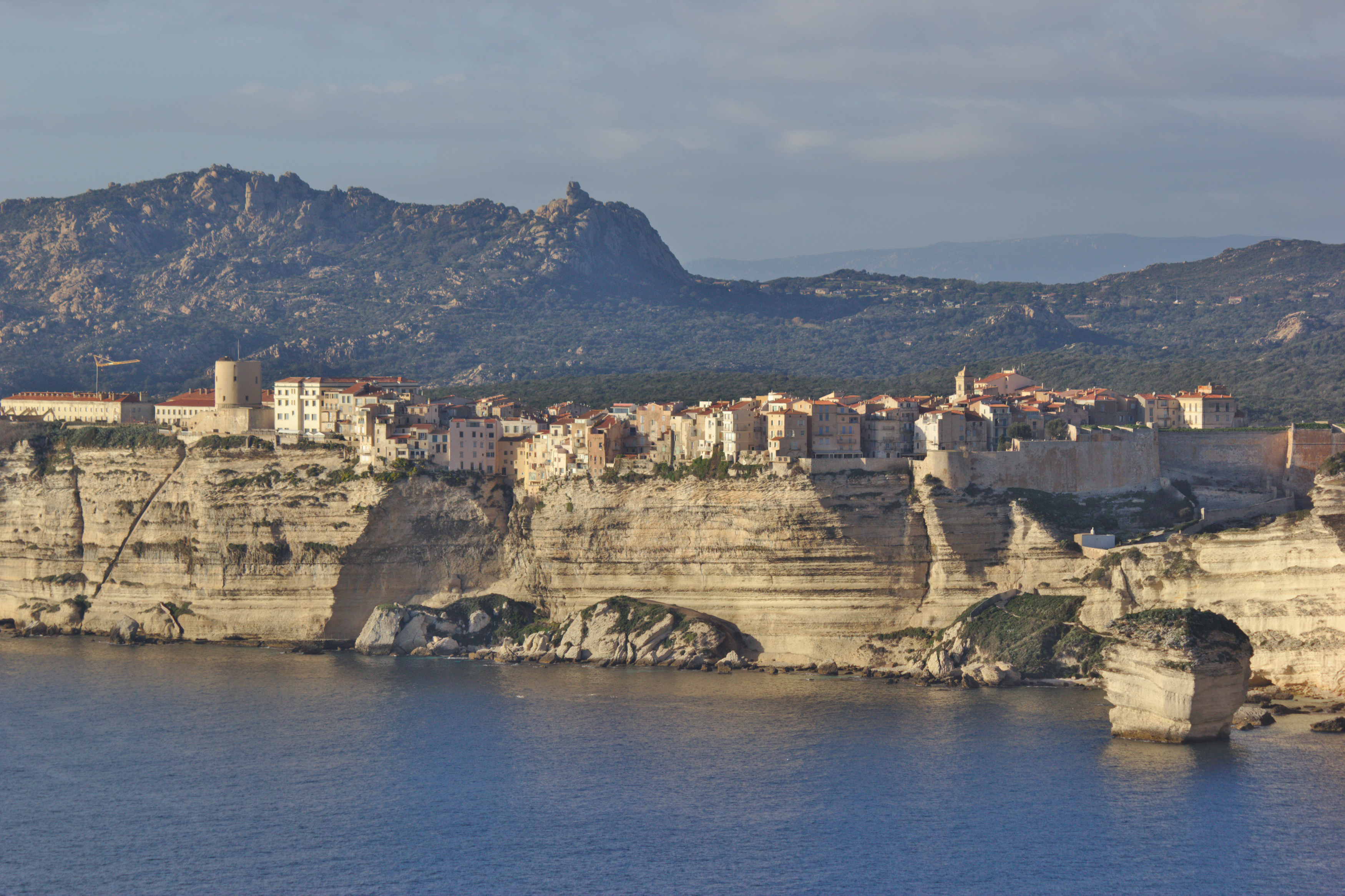